# Aan de grenzen
Aan de grenzen is het veertiende stripalbum uit de Ravian-reeks. Het album is getekend door Jean-Claude Mézières met scenario van Pierre Christin.

## De verhalen
Nu de nucleaire ramp in 1986 niet heeft plaatsgevonden is Galaxity in het nergens verdwenen. Laureline en Ravian die in de huidige tijd zijn achtergebleven, weten een aantal incidenten met kernwapens te voorkomen en zoeken uit welke geheimzinnige persoon hiervoor verantwoordelijk is. Het lijkt er op dat deze persoon de bestaande tijdsplitsing wil terugdraaien.